# Кобушкин, Александр Петрович
Александр Петрович Кобушкин (5 февраля 1945, Грозный — 18 октября 2020, Киев) — физик, доктор физико-математических наук (1987), профессор НАНУ (1997), один из создателей мультикварковой (шестикварковой) модели дейтрона.

## Биография
Александр Кобушкин родился 5 февраля 1945 г. в городе Грозный, где в 1945 г. работал на должности зав. кафедрой физики Грозненского нефтяного института его отец, канд. физ.-мат. наук, доцент П. К. Кобушкин .
П. К. Кобушкин - физик-теоретик, специалист по общей теории относительности, выпускник Ленинградского университета , брат В. К. Кобушкина . Научный руководитель диссертации П.К. Кобушкина, академик В.А. Амбарцумян, тепло отзывался о своем ученике .
В 1952 году семья Кобушкиных была вынуждена переехать из Ленинграда в г. Киев, где П.К. Кобушкину было предложено возглавить кафедру физики КПИ и, одновременно, должность зав. каф. физики  УСХА(в том же году был вынужден уехать на Украину и второй руководитель диссертационной работы П.К. Кобушкина, профессор М.С. Эйгенсо́н).
Как позже об этом напишет Л. Грэхэм: "П. Кобушкин ...также интересовался неоднородными, анизотропными моделями, такими, как расширяющиеся и вращаюшиеся ( Гёдель, Хекман)... Он был также зачарован возможностью...которой придерживался Артур Эддингтон (последний, как и Леметр, одно время остро критиковался в Советском Союзе). Кобушкин начал работать над этой темой до второй мировой войны, и возможно, что до 60-х годов напряженность советской идеологической ситуации не позволяла ему опубликовать результаты его трудов."
В 1962 году Александр Кобушкин поступил на физический факультет Киевского государственного университета им. Т. Г. Шевченко( в старших классах школы посещал кружок физики при КГУ ).
В 1965(66) году по "договоренности ректора Киевского университета профессора А. С. Голика с директором ОИЯИ академиком Н. Н. Боголюбовым и лауреатом Нобелевской премии академиком И. М. Франком о направлении двух студентов кафедры теоретической физики (В. Антонченко, А. Кобушкин) в Лабораторию теоретической физики ОИЯИ", проходил стажировку в Объединённом институте ядерных исследований (г. Дубна).
В 1967 году окончил Киевский государственный университет им. Т. Г. Шевченко и поступил в аспирантуру Института теоретической физики АН УССР.
С 1970 года по 2020 год, после защиты под руководством В. П. Шелеста кандидатской диссертации ( при этом академик Н.Н. Боголюбов следил и поддерживал исследования А.П. Кобушкина и В.П. Шелеста за что почти в каждой их совместной публикации 60-х и 70-х ему выражалась благодарность ( см., например  )), работал в этом же Институте в должностях младшего научного сотрудника, старшего научного сотрудника, а с 1986 — ведущего научного сотрудника отдела физики высоких плотностей энергии .
В это же время, с 1997 — профессор кафедры прикладной физики (1997—2011) и кафедры физики энергетических систем (с 2011 г.) Физ.-тех. ин-та Национального технического университета Украины «Киевский политехнический институт имени Игоря Сикорского».
Доктор физико-математических наук (1987). Профессор НАНУ (1997).
С 2019 года в условиях хронического недофинансирования НАНУ, несмотря на выдающиеся научные заслуги и тяжёлую болезнь требующую дорогостоящего лечения, профессор Александр Кобушкин был переведён в Институте теоретической физики на ¼ ставки в связи с ”недостаточным количеством цитирований и публикаций”.
Похоронен под Киевом на кладбище поселка городского типа Новосёлки(некролог за 18.10.20).

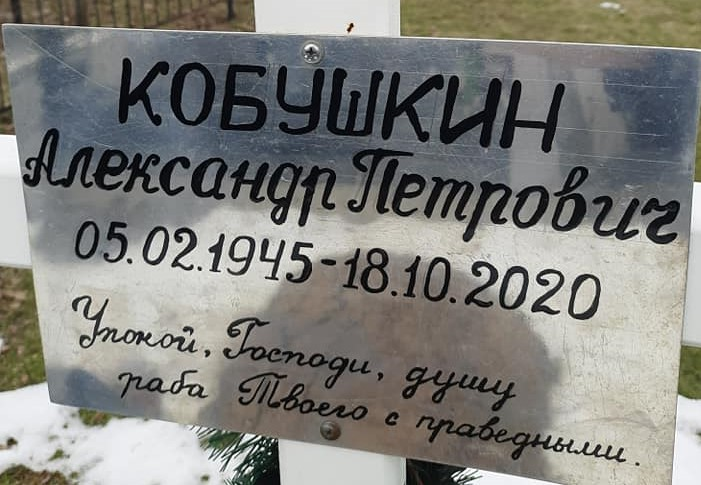
Фото таблички над могилою Олександра Кобушкіна у селищі Новосілки

## Научная деятельность
Научные исследования касались релятивистской ядерной физики, кварковой модели адронов, структуры малонуклонных ядер, поляризационных явлений в физике малонуклонных систем и адронов, солитонных моделей частиц, квантования в криволинейных пространствах, квантовой электродинамики адронных систем. В частности, для описания процессов, происходящих в столкновениях релятивистских дейтронов с частицами и ядрами предложил подход, в котором дейтрон на малых межнуклонных расстояниях рассматривается как шестикварковая система. С целью прецизионного изучения электромагнитной структуры простых адронных систем исследовал высшие порядки теории возмущений в процессах рассеяния ультрарелятивистских электронов на адронных системах (мезонах, протоне, дейтроне, ядре гелия-3).
Важным достижением отдела в исследованиях кварк-глюонных степеней свободы является разработка концепции мультикваркових конфигураций в легких ядрах, которую развивали А. П. Кобушкин и другие ученые отдела с начала 80-х годов прошлого века. Для того, чтобы объяснить данные начатых экспериментов с взаимодействий релятивистских дейтронов с частицами и ядрами, А. П. Кобушкин предложил мультикварковую модель к описанию структуры дейтрона на малых расстояниях, сделал ряд предсказаний для процессов, которые могли бы свидетельствовать о проявлении кварковых степеней свободы в дейтроне. Потом эти предсказания были подтверждены экспериментами на ускорителе ОИЯИ (Дубна, Россия). С целью исследования спиновой структуры ядра гелия-3 на ускорителе RCNP (Research Center of Nuclear Research, Osaka University, Japan) в 2000—2003 гг. А. П. Кобушкин выполнил расчеты зависимости от энергии поведения реакции упругого рассеяния назад поляризованных протонов на поляризованных ядрах гелия-3. Измерения, сделанные в RCNP, показали, что в основном эти результаты согласуются с экспериментом.
А. Кобушкин и Д. Борисюк предложили и развили метод вычисления амплитуд двухфотонного обмена для упругого електрон-нуклонного рассеяния, основанный на дисперсионных соотношениях и не требующий знания формфакторов для виртуальных нуклонов. Это дало возможность естественным образом выделить вклады от различных промежуточных адронних состояний: упругий вклад (нуклон), вклад резонансов и т.д. С помощью этого метода були исследованы эффекты двухфотонного обмена в упругом рассеянии электронов на π-мезонах, рассчитана амплитуда двухфотонного обмена в упругом рассеянии электронов на протонах (упругий вклад и вклад неупругих промежуточных состояний, в частности Δ-резонанса) и найден неупругий вклад в амплитуду двухфотонного обмена, возникающий за счет присутствия в промежуточном состоянии системы «π-мезон + нуклон». Кроме того былo показано, что известное несовпадение отношения формфакторов протона, измеренное экспериментально двумя методами (Розенблюта и передачи поляризации), устраняется при учете двухфотонного обмена.— Юбилейный сборник к 50-летию создания  ИТФ НАНУ
На полученные им результаты о структуре дейтрона есть ссылки, в частности, в курсах лекций для студентов МГУ им. М. В. Ломоносова и КГУ им. Тараса Шевченко .
Является автором учебников и учебных пособий: «Атомная физика», «Квантовая механика», «Сборник задач по квантовой механике» (в соавторстве).
Также, уже после кончины А. П. Кобушкина, было опубликоно учебное пособие «Ядерна фізика: Збірник задач з розв’язками»(2021)( 2-е издание 2023 г.). А. П. Кобушкин начал работу над этим пособием вместе со своим соавтором и учеником канд. физ.-мат. наук Я. Д. Кривенко-Эметовым еще весной-летом 2020 г. К сожалению, преждевременная смерть не позволила проф. А. П. Кобушкину завершить этот труд (им были написаны разделы № 1 и № 3 и проведена начальная общая редакция текста), однако учебник передаёт первоначальную авторскую концепцию и методику преподавания ядерной физики.
Исследования, проведённые Александром Кобушкиным, высоко оценены мировым научным сообществом, что, в частности, отразилось в более чем 900 цитированиях согласно международной наукометрической базе Scopus  и более чем 2150 цитированиях согласно базе Google Scholar

(по состоянию на 2022 г.). Подготовил около десяти кандидатов и докторов наук и, можно сказать, создал собственную научную школу.
Им опубликовано более 200 научных статей ( из них около 30 за последние 10 лет).

## Основные труды[3][5][32]
- Кобушкин А. П. Электромагнитные форм факторы дейтрона при больших переданных импульса // ЯФ, 28, 495 (1978);
- Kobushkin A.P., Shelest V.P. Problems of relativistic quark dynamics and the quark structure of the deuteron // Soviet Journal of Particles and Nuclei 14 (5), 483—503 (1983);
- Fujii K., Kobushkin A.P., Sato K.-I., Toyota N. Skyrme model lagrangian in quantum mechanics: SU (2) case // Phys. Rev. D, 35, 1896—1907 (1987);
- Kobushkin A.P. Polarization observables in (d, p) breakup and quark degrees of freedom in the deuteron // Physics Letters B. 1998. Vol. 421;
- Кобушкин А. П. Развал дейтрона и кластерная структура шестикварковой волновой функции дейтрона // ЯФ. 1999. Т. 6, вып. 2;
- Faber M., Kobushkin A.P. Electrodynamic limit in a model for charged solitons // Phys. Rev. D, 69, 11602 (2004);
- Borisyuk D.L., Kobushkin A.P. Box diagram in the elastic electron-proton scattering // Phys. Rev. C, 74, 065203 (2006);
- Borisyuk D.L., Kobushkin A.P. Perturbative QCD predictions for two-photon exchange // Phys. Rev. D. 2009. Vol. 79;
- Kobushkin A.P., Krivenko-Emetov Ya.D., Dubnička S. The elastic electron-deuteron scattering beyond one-photon exchange // Phys. Rev. C. 2010. Vol. 81;
- Kobushkin A.P., Strokovsky E.A. Momentum distributions, spin-dependent observables, and the D 2 parameter for 3 He breakup // Physical Review C . 2013. Vol. 87 (2).

## Учебники и учебные пособия
- Кобушкин А. П. Квантовая физика. К., 2000;
- Кобушкин А. П. Квантовая механика [укр.] : Учебное пособие / А. П. Кобушкин ; НТУУ "КПИ им. Игоря Сикорского ". — Электронные текстовые данные (1 файл: 1,75 Кбайт). — Киев : НТУУ "КПИ им. Игоря Сикорского ", 2016. — 253 с. — Название с экрана;
- Кобушкин А. П. Атомная физика [укр.] : [Учебник] / А. П. Кобушкин ; КПИ им. Игоря Сикорского. — Электронные текстовые данные (1 файл: 2,81 Мбайт). — Киев : КПИ им. Игоря Сикорского, 2018. — 310 с. — Название с экрана;
- Кобушкин А. П. Сборник задач по квантовой механике [укр.] : Учебное пособие / А. П. Кобушкин, Я. Д. Кривенко-Еметов ; КПИ им. Игоря Сикорского. — Электронные текстовые данные (1 файл: 670 Кбайт). — Киев КПИ им. Игоря Сикорского, 2019. — 110 с. — Название с экрана;
- Кобушкин А. П. Ядерная физика. Сборник задач с решениями [укр.] : Учебное пособие / А. П. Кобушкин, Я. Д. Кривенко-Еметов ; КПИ им. Игоря Сикорского. — Электронные текстовые данные (1 файл: 4.26 Мбайт). — Киев КПИ им. Игоря Сикорского, 2021( 2-е издание 2023 г.). — 120 с. — Название с экрана.

## Награды, почётные звания
- Премия Объединённого института ядерных исследований: В. Г. Аблеев, С. А. Запорожец, А. П. Кобушкин, Л. Науманн, А. А. Номофилов, Н. М. Пискунов, И. М. Ситник, Е. А. Строковский, Л. Н. Струнов, В. И. Шаров."Экспериментальные исследования дифракционного α-рассеяния, (3Не, t) — перезарядки и фрагментации релятивистских ядер 4Не, 3Не, d и поляризованных дейтронов"(Первая премия,1989 г.)[35].
- Нагрудный знак МОН Украины «Пётр Могила — за многолетнюю педагогическую деятельность» (2006)[4].